# ミケーレ・スカルポーニ
ミケーレ・スカルポーニ（Michele Scarponi、1979年9月25日 - 2017年4月22日）は、イタリア、フィロットラーノ出身の自転車競技（ロードレース）選手。

## 経歴

### 2002年
- アクア & サポーネと契約を結んでプロ転向。
- ジロ・デ・イタリアに初出場し、総合18位

### 2004年
- ピースレース（英語版）総合優勝。

### 2005年
- ブエルタ・ア・エスパーニャ総合11位。

### 2006年
- オペラシオン・プエルトに関連して、当人の名前がリストに挙がっていたことから、ドーピング疑惑が伝えられる。同年限りでリベルティ・セグロスが解散。

### 2007年
- アクア & サポーネに復帰
- 5月8日、再度オペラシオン・プエルトにかかる疑惑が持たれたところ、本人が事実を認めたことから、イヴァン・バッソとともに、イタリアオリンピック委員会（CONI）より出場停止処分が言い渡された。

### 2008年
- 6月13日、セッラメンティ・PVC・ディクイジョヴァンニに加入することになり、レースに復帰。

### 2009年
- ティレーノ〜アドリアティコにおいて、第6ステージを勝利して総合首位に立ち、最終日も首位を守って総合優勝を果たした。
- ジロ・デ・イタリア第6、18ステージを制覇。

### 2010年
- ティレーノ〜アドリアティコ第6ステージまで、総合2位のステファノ・ガルゼッリに2秒差をつけて首位に立っていたが、最終第7ステージにおいてガルゼッリにボーナスタイムを奪われたことから追いつかれて同タイムで全区間終了。そして、全7区間通じての区間順位成績がガルゼッリよりも下回ったことから、土壇場で総合首位の座を明け渡し、同2位(区間1勝=第4)。
- ジロ・デ・イタリアでは第19ステージで勝利。山岳ステージでの好走もあって総合4位となった。
- ジロ・ディ・ロンバルディア2位。

### 2011年
- ランプレ - ISDに移籍。
- ティレーノ〜アドリアティコ 総合3位 & ポイント賞 & 区間1勝(第4)
- ミラノ〜サンレモ 6位
- カタルーニャ一周 総合2位
- ジロ・デル・トレンティーノ 総合優勝
- ジロ・デ・イタリアでは、山岳コースにおいてアルベルト・コンタドールに引き離されたが、前年のブエルタ・ア・エスパーニャ総合優勝者であるヴィンチェンツォ・ニバリを退け、総合2位に入った。なお、2012年2月6日、アルベルト・コンタドールがスポーツ仲裁裁判所(CAS)より、クレンブテロール陽性を認定されて2年間の出場停止処分が下され、2010年のツール・ド・フランス以降の記録が全て抹消されることを受け、スカルポーニが繰り上がってジロ・デ・イタリアの総合優勝者に認定される見通し[1]となったが、2012年4月26日ジロ・デ・イタリアのディレクター、ミケーレ・アクアローネはAP通信に対し、当年のジロ・デ・イタリア開幕ステージが行われるデンマークにて、スカルポーニに対するマリア・ローザ贈呈式を行うことを表明。これにより、スカルポーニの2011年ジロ・デ・イタリア総合優勝が確定した[2]。加えて、ポイント賞も獲得した。
- UCIワールドツアー 個人総合5位

### 2012年
- ティレーノ〜アドリアティコ 総合7位
- バスク一周 総合8位
- リエージュ〜バストーニュ〜リエージュ 8位
- ジロ・デ・イタリア 総合4位

### 2013年
- カタルーニャ一周 総合3位
- リエージュ〜バストーニュ〜リエージュ 5位
- ジロ・デ・イタリア 総合4位

### 2017年
- ツアー・オブ・ジ・アルプス　区間優勝（第1ステージ）
- 4月22日、練習中にトラックと衝突し亡くなった[3]。享年37。